# 童朝儀
童朝儀（1593年—1639年），字令侯，紹興府山陰縣人，明朝軍事人物。

## 生平
童朝儀是天啟二年（1630年）的武進士，獲授湖廣都司，陞任大同副總兵，勤奮處理邊務。總制楊嗣昌外管三邊，有傳言指他擅權，於是楊嗣昌聚集官員詢問邊防事務，無人發言；他從容描述地區形勢，猶如歷歷在目。楊嗣昌瞠著眼說：「古名將才，人言不足可信。」他多次奏上剿滅抵禦功勞，調征河南流寇擒拿領袖，得賜蟒玉，擢陞後軍都督府，進散官榮祿大夫。
當時殺虎口設立馬市，童朝儀得人心而被派往該處，因措置合宜，毫髮無損地回到北京，不久就在崇禎十二年因病歸鄉，很快去世，虛歲四十七。他擅長書畫詩詞，有《海外浪言玉》、《蟾蜍來嘲》等作品， 兒子童維超後來也中武進士。

## 引用
1. 1 2  嘉慶《山陰縣志·卷十四·鄉賢二》：童朝儀，字令侯，天啟壬戌武進士。任楚閫，陞大同副總兵，勵精邊務。總制楊嗣昌出控三邊，有言朝儀擅大將軍權者，嗣昌入境首集文武詢邊事，莫敢發。朝儀乃從容為言，形勢機宜歷歷如指掌。嗣昌瞠目曰：「古名將才，人言不足信也。」屢奏勦禦功，調征河南流寇獲首，賜蟒玉，擢陞後軍都督府，進榮祿大夫。
2. ↑  嘉慶《山陰縣志·卷十四·鄉賢二》：殺虎口方開馬市而難其人命，朝儀往措置合宜，無毫髮擾還京。未幾以疾歸，卒年四十七。朝儀工書畫，善詩詞，一時推服著有《海外浪言玉》、《蟾蜍來嘲》等集。 舊志兼入方技，子維超自有傳。
3. ↑  四庫全書《浙江通志》·卷一百七十三·人物：童朝儀 《山陰縣志》 字令侯天啓武進士……崇禎十二年以疾予告歸卒。